# Grand Theft Auto IV: The Lost and Damned
Grand Theft Auto IV: The Lost and Damned ist das erste Add-on für das Actionspiel Grand Theft Auto IV in der Grand-Theft-Auto-Reihe. The Lost and Damned wurde von Rockstar North entwickelt und am 17. Februar 2009 für die Xbox 360 sowie am 16. April 2010 für PlayStation 3 und PC veröffentlicht. The Lost and Damned ist entweder als kostenpflichtiges Download-Spiel über den Xbox Live Marktplatz erhältlich, oder zusammen mit der zweiten Erweiterung The Ballad of Gay Tony als Standalone-Spiel auf der später erschienen Disk Grand Theft Auto: Episodes from Liberty City. Das Add-On erschien zunächst nur auf der Xbox 360 und wurde später auch für Playstation 3 und PC veröffentlicht. Neben neuen Missionen kommen neue Waffen, eine verbesserte Motorrad-Steuerung und Neuzugänge im Grand-Theft-Auto-IV-Soundtrack dazu.
Ähnlich wie das Hauptspiel GTA IV fanden sich Besprechungen außerhalb der Computerspielpresse, wie z. B. in Spiegel Online, Stern, New York Times und The Daily Telegraph.

## Handlung
Wie das Hauptspiel von GTA IV spielt auch The Lost and Damned in der fiktiven Stadt Liberty City, die dem realen New York City nachempfunden ist und der Vorstadt von Liberty City, Alderney, welche auf New Jersey basiert. Die Handlung des Add-ons überschneidet sich des Öfteren mit der des Hauptspiels und der des zweiten Add-ons, viele in allen Teilen enthaltene Szenen werden so aus der Sicht des jeweiligen Protagonisten erlebt.
Wie auch in der anderen Erweiterung, wird in The Lost and Damned ein neuer Protagonist eingeführt, Johnny Klebitz, hochrangiges Mitglied der Motorrad- und Rockergang «The Lost Motorcycle Club».
Die Handlung beginnt als Billy Grey, der Anführer der Lost, nach einer langjährigen Haftstrafe auf Bewährung entlassen wird. Johnny hatte bis zu diesem Zeitpunkt die Geschäfte der Gang weitergeleitet, einen Waffenstillstand mit der verfeindeten Motorrad-Gang «The Angels of Death» ausgehandelt und durch klug organisierte Drogengeschäfte die Gang finanziell abgesichert.
Sofort nach Billys Entlassung macht dieser der Gang deutlich, dass nun wieder er die Nummer 1 der Gang sei, so dass sich ein Konflikt zwischen Johnny und Billy anbahnt. Billy fällt den anderen Gang-Mitgliedern sofort durch seine Brutalität auf und bricht den Waffenstillstand mit den Angels of Death. Unter Billys Führung geraten die Lost immer mehr in Bedrängnis. Durch seinen langen Gefängnisaufenthalt scheint Billy auch Johnny gegenüber sehr misstrauisch geworden zu sein, die Gang spaltet sich zunehmend in ein Lager, das insgeheim Johnny als neuen Anführer wünscht und ein Lager, das Billy treu ist. Johnny und dessen engster Vertrauter und Freund innerhalb der Gang, Jim Fitzgerald, agieren im Laufe des Spiels immer eigenhändiger.
Nach einem geplatzten Drogengeschäft mit den chinesischen Triaden wird Billy schließlich verhaftet und macht Johnny dafür verantwortlich.
Brian, eines der Gang-Mitglieder, das Billy weiterhin treu ist, lässt den Konflikt innerhalb der zwei Parteien der Gang schließlich endgültig eskalieren und es kommt zum offenen Kampf, bei dem ein Großteil der Gangmitglieder ums Leben kommt. Schließlich gelingt es Johnny unter großen Verlusten Brian zu stellen und zu töten und die Gang wieder zu einen.
Nachdem die Gang nun aber so geschwächt ist, arbeitet Johnny mit verschiedenen Unterwelt-Größen zusammen, wie etwa mit der puerto-ricanischen Dealerin Elizabeta Torres oder mit dem italienischen Mafioso Ray Boccino. Immer wieder muss er auch seiner drogenabhängigen Ex-Freundin Ashley aus der Patsche helfen.
Über Ray Boccino gerät Johnny auch in ein großes, illegales Geschäft mit Diamanten und ist dafür in mehreren Missionen unterwegs. Dieses Kapitel kann im Hauptspiel aus der Sicht von Niko Bellic erlebt werden, sowie in der zweiten Erweiterung für GTA IV, The Ballad of Gay Tony, auch aus der Sicht von Luis Lopez und Tony Prince.
Schließlich wird bekannt, dass der verhaftete Billy Gebrauch vom Zeugenschutz-Programm machen und gegen Johnny und den Rest der Gang aussagen möchte. Daraufhin dringt Johnny in das Staatsgefängnis in Alderney ein und tötet Billy. Kurz zuvor hatte er erfahren, dass Jim, sein engster Vertrauter innerhalb der Gang, wegen des verpfuschten Diamanten-Deals getötet worden war.
Am Ende sind neben Johnny nur noch drei Mitglieder der Lost am Leben: Clay, Terry und der auf einen Rollstuhl angewiesene Angus. Die Gang ist fast zerstört, die Bruderschaft fast am Ende und so haben die verbliebenen Mitglieder schließlich die Gang wieder aufgebaut und brennen ihr ehemaliges Clubhaus nieder. Die letzte Szene zeigt die vier Männer, die das brennende Haus betrachten.

## Gameplay
Das Spielprinzip unterscheidet sich kaum von dem des Hauptspiels. Das gesamte Stadtgebiet von Liberty City aus GTA IV ist auch in The Lost and Damned begehbar. Es existieren eine Reihe von Missionen, die in die Haupthandlung eingebettet sind und fast immer kriminelle Aufgaben unter Zuhilfenahme von Waffen und Fahrzeugen darstellen. Im Gegensatz zum Hauptspiel sind schon die ersten Missionen in The Lost and Damned aber wesentlich actionreicher und brutaler. Hinzu kommen neue Waffen, Fahrzeuge und Radiosender.
Zusätzlich gibt es auch die Möglichkeit abseits der Haupthandlung, an Motorrad-Rennen oder Armdrück-Wettbewerben teilzunehmen. Außerdem gibt es sogenannte «Gangkrieg»-Missionen. In diesen Missionen kommt es zu Kämpfen mit Mitgliedern der Angels of Death oder anderen Gangs.

## Kritik
Die amerikanische Eltern-Organisation Common Sense Media warnte vor The Lost and Damned, da hier neben der serientypischen Gewalt auch ein nackter Männerkörper zu sehen ist.
Von der Computerspielpresse wurde The Lost and Damned sehr positiv angenommen. So ermittelte die Webseite Metacritic eine aggregierte Wertung von 90 von 100 möglichen Punkten. Das deutsche Magazin GamePro nannte das Spiel einen „Pflichtdownload“.